# Joe Heaney
Pour les articles homonymes, voir Heaney.
Joe Heaney (ou Seosamh Ó hÉanaí, Joe Éinniú), né le 15 octobre 1919 à Aird Thoir, Carna, (comté de Galway, Irlande) et décédé le 1er mai 1984 à Seattle (État de Washington, États-Unis), est un chanteur traditionnel irlandais (chant sean-nós).

## Biographie
Joe Heaney vient au monde le 15 octobre 1919 à Aird Thoir, Carna, (Connemara, comté de Galway), deux semaines après Seán 'ac Dhonncha, natif du même village et également célèbre chanteur sean-nós. Il est le cinquième de sept enfants de Pádraig Ó hÉighnigh et de Bairbre Ní Mhaoilchiaráin. Son père (1894-1975) est un chanteur traditionnel renommé et sa mère (1881-1962) une conteuse célèbre.
Sa langue maternelle est l'irlandais, et il étudie au Coláiste Éinde de Dublin de 1935 à 1937. Expulsé de l'école, il retourne à Carna, où il demeure de 1937 à 1946. C'est durant cette période qu'il commence à chanter en public des chants sean-nós. Il remporte une première compétition en 1940. Il participe alors à toutes les compétitions nationales (Oireachtas) jusqu'en 1957, à l'exception de 1947. Il en remporte pour la première fois le premier prix en 1942, année où il rencontre Séamus Ennis, alors collecteur de musique irlandaise pour l'Irish Folklore Commission.
En 1947, il s'installe en Écosse, à Clydebank où il épouse Mary Ó Conghaile. Le couple mettra au monde quatre enfants.
Il enregistre pour Raidió Teilifís Éireann ainsi que pour la BBC en 1959.
En 1965, grâce aux efforts de Liam Clancy (The Clancy Brothers), Joe Heaney est invité à chanter au Newport Folk Festival. Cette même année, il participe également au Philadelphia Folk Festival. Il s'installe alors aux États-Unis, pour un séjour qui durera jusqu'en 1976, pendant lequel sa réputation de chanteur l'entraîne sur le circuit folk américain. Son premier album paraît en 1971, contenant une grande partie de son répertoire en irlandais.
Après un séjour en Irlande, il devient professeur en 1976 à la Wesleyan University de Middletown (Connecticut), enseignant en irlandais des chants et des légendes traditionnelles.
Il s'installe en 1981 à Seattle, donnant des cours à l'université de Washington, tout en continuant ses tournées internationales. Il y décède le 1er mai 1984.
Le Féile Chomórtha Joe Éinniú ('festival Joe Heaney') est célébré tous les ans à Carna.

## Discographie
- Caoineadh na dtrí Maire ('lamentation des trois Maries') (1957);
- Neansín Bhán (1957) ;
- Bean an Leanna ('la femme à la bière') (1957) ;
- Amhrán na Trá Báine, Amhrán na Páise, Sadhbh Ní Bhruinneallaigh et Is Measa Liom Bródach, compilations de divers artistes (1960), réédités sous le titre Seoltaí Séidte (2004) ;
- Amhráin Aniar (1960) ;
- Joe Heaney Morrisey & the Russian Sailor (1960) ;
- Joe Heaney The Bonny Bunch of Roses & Other Irish Songs (1960) ;
- Joe Heaney Sings Traditional Songs in Gaelic and English (1963 - 1979) ;
- Come All Ye Gallant Irishmen (1963 - 1989 - 2004) ;
- Irish Music in London Pubs (1965 - 1990) ;
- Seoda Ceoil 2 (1969) ;
- Seosamh O'hEanaí (1971 - 2007) ;
- Joe Heaney (1975 - 2004) ;
- Seosamh O'hEanaí, sraith 2. O Mo Dúchas: From My Tradition (1976 - 1997 - 2007) ;
- Joe and the Gabe, avec Gabe O'Sullivan (1979) ;
- Say a Song: Joe Heaney in the Pacific Northwest (1996) ;
- Road from Connemara: Songs and Stories Told and Sung to Ewan MacColl and Peggy Seeger (2000) ;
- Tell a Story: Joe Heaney in the Pacific Northwest (2008).